# Jane Eyre
Jane Eyre es una novela escrita por Charlotte Brontë, publicada en 1847 por Smith, Elder & Company, que en el momento de su aparición consiguió gran popularidad, encumbrando a la autora como una de las mejores novelistas románticas, y es hoy considerada un clásico de la literatura en lengua inglesa.
La novela se tituló en principio Jane Eyre: una autobiografía y se publicó bajo el pseudónimo de Currer Bell. Tuvo un éxito inmediato, tanto para los lectores como para la crítica. Uno de sus más acérrimos defensores fue el escritor William Makepeace Thackeray, al cual muchos atribuyeron la obra, pues la autora permaneció en el anonimato hasta un tiempo después de su publicación. Como agradecimiento, Charlotte le dedicó la segunda edición de su novela.
Jane Eyre es una novela de aprendizaje que sigue las experiencias de su heroína epónima, incluyendo su crecimiento hasta la edad adulta y su amor por el Sr. Rochester, el taciturno dueño de Thornfield Hall.  Es considerada una autobiografía ya que la autora tenía un amor secreto con su profesor belga llamado Constantin Heger.
Ampliamente considerada un clásico, la novela le dio nueva veracidad a la novela victoriana con su retrato realista de la vida interior de una mujer, notando sus luchas con sus deseos naturales y su condición social.  La novela revolucionó la ficción en prosa, siendo la primera en enfocarse en el desarrollo moral y espiritual de su protagonista a través de una íntima narrativa en primera persona, en donde acciones y acontecimientos son influenciados por una intensidad psicológica. Charlotte Brontë ha sido llamada la «primera historiadora de la consciencia privada» y la predecesora literaria de escritores tales como Marcel Proust o James Joyce.
El libro contiene elementos de crítica social con un fuerte sentido de moralidad cristiana en su centro, y es considerada por muchos como adelantada a su tiempo gracias al carácter individualista de Jane  y a cómo la novela se aproxima a los temas del clasismo, la sexualidad, la religión y el feminismo. La novela es considerada junto con Orgullo y prejuicio de Jane Austen como una de las novelas románticas más famosas.
Jane Eyre ha inspirado varias adaptaciones al cine, la televisión y el teatro, incluyendo una película de 1943 protagonizada por Orson Welles como Rochester y Joan Fontaine como Jane. La novela Ancho mar de los Sargazos (1966), de Jean Rhys, brinda una descripción del primer matrimonio de Rochester y en tal sentido constituye una precuela de la novela de Brontë.

## Argumento
La historia es narrada por Jane Eyre, quien a los diez años de edad es custodiada por su tía política, la señora Reed. El señor Reed, hermano de la madre de Jane, la toma a su cargo cuando queda huérfana, pero al morir poco después, y a pesar de haber hecho prometer a su esposa que la criaría como a sus propios hijos, Jane no conoce nada más que humillaciones y maltratos por parte de todos en la suntuosa mansión, Gateshead Hall.
Cuando Jane empieza a cuestionar la injusticia con que se la trata y a rebelarse contra ella, es enviada a una escuela para niñas, Lowood.
Lowood es una institución financiada en parte por donaciones para educar huérfanas. El afán del señor Brocklehurst, el tesorero, de convertir a las niñas en mujeres «resistentes, pacientes y abnegadas» justifica el hambre y el frío que sufren en el lugar. Sin embargo, la superintendente de la institución, la señorita Temple, es una joven inteligente y amable, que aprecia a Jane. Esta pronto hace amistades, como Helen Burns, una niña que fallece pronto de tuberculosis, pero que le deja una huella imborrable de estoicismo y fe cristiana. Cuando una epidemia de tifus arrasa con las alumnas, se introducen mejoras a la calidad de vida del lugar, en el que Jane llega a pasar nueve años, seis como estudiante y tres como maestra.
Al casarse la señorita Temple, a quien Jane se había acostumbrado a ver como una madre, institutriz y compañera, Jane siente que nada más la une a Lowood, así que publica en el periódico un anuncio de sus servicios como institutriz privada. Su propuesta es aceptada por la señora Fairfax de Thornfield, quien le ofrece el doble del salario que Jane recibía en Lowood.
Antes de que Jane parta, Bessie, su antigua niñera, la visita para despedirse y le cuenta que siete años atrás un tío suyo fue a buscarla a Gateshead antes de partir hacia Madeira.
La señora Fairfax, ama de llaves de Thornfield, le da una cálida bienvenida, y le explica la situación a grandes rasgos: ella está ahí para ser la institutriz de Adèle Varens, niña de unos ocho años, custodia del señor Rochester, dueño de la mansión y quien solo visita la propiedad de vez en cuando. La primera vez que Jane recorre la casa acompañada por la señora Fairfax, escucha en el tercer piso una risa trágica y sobrenatural, de la cual la señora Fairfax acusa a una empleada, Grace Poole.
A pesar de la mejora en su situación, la libertad con la que ahora cuenta, hace que Jane se sienta insatisfecha, que quiera “algo” que ella misma no puede definir. La rutina de Thornfield la agobia. Un día, camino al pueblo de Hay, ayuda a un caballero que se ha caído de su caballo, y al retornar a la mansión se da cuenta de que se trataba de su patrón, el señor Rochester.
Él se muestra directo y abrupto, si bien reconoce en ella su inteligencia y talento, y el arduo trabajo que le ha dedicado a la niña. La señora Fairfax le cuenta a Jane que él no heredó las propiedades hasta hace unos 9 años, cuando su hermano mayor, con el que se había peleado, fallece. El patrón pronto le muestra una predilección extraña, convirtiéndola en su confidente, contándole que Adèle es tal vez su hija, fruto de una aventura con una traicionera bailarina francesa.
Una noche, Jane escucha justo fuera de su habitación rasguños y la misma siniestra risa. Al salir no encuentra a nadie, mas se da cuenta de que hay un incendio en la habitación del señor Rochester, y lo despierta, salvándole así la vida. Él le ruega no mencionar lo sucedido a nadie.  	
Jane comprende que hay un secreto en Thornfield. Sin explicaciones, el señor Rochester deja la propiedad y vuelve acompañado por amigos y una joven que se rumorea le atrae, la bella señorita Blanche Ingram. Todo esto contribuye a que Jane se dé cuenta de que está enamorada de él, mas sabe que no cuenta ni con la belleza, ni la clase social o el dinero que alguien como él querría.
Durante la estadía de sus amigos un extranjero, el señor Mason, se presenta, y su visita no es del agrado del señor Rochester. Esa noche, Jane escucha gritos en el tercer piso y se convierte en cómplice de su patrón, quien calma a los demás, pero le pide a ella ayuda para cuidar del señor Mason, quien ha sido apuñalado y mordido por una mujer, según su críptica conversación le deja entrever. Rochester consigue un doctor y lo hace salir de la mansión antes del amanecer.
El amor y el respeto que Jane siente por el señor Rochester le impiden interrogarlo, como le gustaría, para saber qué es lo que le oculta. Él le hace confidencias que más sirven para agrandar el misterio que para aclararlo. De pronto, el cochero de Gateshead se presenta para informarle a Jane de que su primo John ha muerto y que la señora Reed, que ha sufrido una apoplejía, desea verla.
La cercanía de la muerte no ha hecho cambiar a la tía. Es tan solo el remordimiento el que la ha impulsado a llamarla. Tres años antes ella había recibido una carta de John Eyre, tío de Jane, preguntando por ella para adoptarla, y la señora Reed contestó que Jane había muerto en Lowood, incapaz de soportar la idea de verla próspera.
Poco después de su regreso a Thornfield ocurre un encuentro casual entre el señor Rochester y ella. Él le dice que ha llegado su hora de irse, puesto que él está a punto de casarse. Jane, que había sentido su regreso a la mansión como el regreso al hogar que nunca tuvo, llora y le confiesa que no quiere separarse de él. Él le pide que se case con él, y aunque al principio está incrédula, Jane acepta. El señor Rochester le confiesa que todo fue una charada con la señorita Ingram, para hacerla sentir celos y asegurarse así de que ella estuviera tan enamorada de él como él de ella. El plan es casarse en un mes, y este está comprendido por un cortejo tan inusual como las relaciones entre ambos han sido hasta ahora. Jane quiere darse su lugar, quiere conservar el respeto de su antiguo patrón, y rechaza sus regalos y halagos para demostrarle que ella no es una mujer como las que él está acostumbrado a tratar. De hecho, le escribe una carta a su recién descubierto tío, dejándole saber de su planeado matrimonio, pues la idea de tener una fortuna propia y algo de independencia con respecto al señor Rochester la ilusiona.
Dos noches antes de la boda, mientras el dueño de la casa está de viaje, Jane despierta y encuentra a una mujer desconocida en su habitación, la cual rompe su velo de novia y, acercándose a la cama, ocasiona que se desmaye de terror. Al contarle lo sucedido al señor Rochester, este pretende convencerla de que se trató de Grace Poole, pero que su imaginación transformó su aspecto.
El día de la boda, cuando el pastor pregunta a los presentes sobre su conocimiento de algún impedimento para la unión, un abogado, Briggs y el señor Mason declaran que el señor Rochester se casó quince años antes con la hermana del segundo, Bertha Mason en Jamaica, y que esta aún vive. Rochester guía  a todos a la casa y les muestra los aposentos de Grace Poole, y a su custodiada, una mujer enloquecida que trata de agredirlos.
Briggs le informa a Jane que la carta a su tío, recibida mientras Mason estaba con él en Madeira, ha propiciado que se aventuraran a rescatarla de esta manera.
Esa tarde el señor Rochester le cuenta a Jane que su matrimonio fue arreglado por su padre y su hermano mayor, aun sabiendo de la debilidad mental que corría en la familia de los Mason, pues la joven era una rica heredera. Al cabo de cuatro años de tortuoso matrimonio, con su esposa ya enloquecida, y con su padre y su hermano muertos, él decide regresar a Inglaterra, encerrar a la mujer en Thornfield, y vivir su vida como si nada hubiera sucedido, puesto que nadie, excepto Grace Poole y el doctor Carter, conocen su matrimonio.  
Pero su libertad no le permitió hallar el amor sino hasta que conoció a Jane. Y le promete llevársela a Europa y dedicarse a ella como a una esposa por el resto de su vida. A Jane su relato le resulta conmovedor, y la decisión difícil, puesto que se sabe amada por él, y ella por su parte lo adora, y teme que la desesperación lo lleve a hacer algo terrible. Pero su voluntad es firme; seguirá los preceptos de la ley de Dios y no los de su corazón, diciéndose que las reglas no han sido hechas solo para cuando sea fácil cumplirlas. Esa noche, mientras el señor Rochester espera que reconsidere y se entregue a la vida que él le ofrece, Jane escapa silenciosamente de la casa, y toma un coche con el poco dinero que tiene, para escapar a una ciudad desconocida.
El coche la deja en el desolado Whitcross, donde Jane se encuentra sin dinero, alimento ni refugio por tres días, durante los cuales se ve obligada a pedir comida a extraños, y a dormir en los pantanos. Al cuarto día se atreve a acercarse a una casa donde, al ser despedida por la sirvienta, desfallece en la entrada. El hijo del recién fallecido dueño, St. John Rivers, la encuentra y decide que él y sus hermanas la acogerán hasta restaurarle la salud. 
Una vez que Jane se recupera, es interrogada por el hermano, y cuenta su historia real, dándose a sí misma un alias y sin mencionar el nombre de nadie más. El joven, que es clérigo, le ofrece buscarle empleo, pero se muestra distante y altivo. Las muchachas en cambio la admiten como a una hermana: ellas también son institutrices y no están en la casa más que durante el periodo de duelo por su padre. Una noche, reciben una carta informándoles de la muerte de un tío al que nunca conocieron, y que le ha dejado toda su fortuna a otro familiar, no a ellos, como albergaban esperanzas de que sucediera.
El señor Rivers le consigue a Jane empleo como maestra de una escuelita que la señorita Oliver, hija del hombre más rico del pueblo, desea abrir para las hijas de los granjeros. Si bien Jane está lejos de sentirse complacida en su nueva ocupación, pues no está acostumbrada a lidiar con campesinos, agradece de corazón la ayuda del señor Rivers, y pasa a compadecerlo cuando se da cuenta de que él está enamorado de la señorita Oliver, pero que está en su carácter negarse a ceder ante sus deseos carnales, y el propósito de convertirse en misionero le cierra esta posibilidad de felicidad terrenal.
Un día, al observar el retrato de la señorita Oliver que Jane ha pintado, el señor Rivers encuentra en la cubierta la firma de Jane, quien, probando su lápiz, ha escrito en el papel su nombre verdadero. Esto lleva a una revelación sorprendente. El abogado Briggs le ha escrito preguntándole por una Jane Eyre, su pariente, a quien su tío ha dejado toda su fortuna, pues nadie sabe de ella desde que desapareciera de Thornfield. St. John, Mary y Diana son así primos de Jane por parte de padre, y su felicidad al encontrar una familia al fin, y la gratitud que les guarda por lo que han hecho por ella, le hace dividir su herencia de veinte mil libras entre los cuatro.
Aunque Jane sigue sufriendo por el señor Rochester, de quien nadie le da noticias, lleva una vida tranquila y satisfactoria con sus primos en Moor House. Hasta que St. John le pide que se case con él y lo acompañe a Oriente a su misión. Mientras que la idea le parece buena a Jane, puesto que la alejaría de Inglaterra y sus tristezas, y le permitiría realizar la obra de Dios, un matrimonio por vocación, como le propone su primo, y no por amor, la perturba y lo rechaza varias veces, hasta que él utiliza sus dotes de predicador y está a punto de convencerla, cuando ella escucha la voz del señor Rochester llamándola, y escapa a su habitación.
Al día siguiente, Jane parte hacia Thornfield y encuentra la mansión en ruinas. Le informan que en otoño la reclusa inició un incendio durante el cual se lanzó del tejado de la casa, y en el que el señor Rochester quedó ciego y perdió una mano. Jane se apresura a buscarlo, y el reencuentro es conmovedor, pues él no puede creer que haya regresado, y le cuenta cómo la llamó esa noche que ella lo escuchó, y cómo el mismo la escuchó decir que vendría.
Jane escribe esto diez años después de su matrimonio con el señor Rochester; su amado ha recobrado un poco la vista para poder ver a su primer hijo, y el amor de ambos ha sido feliz y fructífero. Sus primas están casadas y su primo agonizante en Oriente, pero cree ella que se encuentra satisfecho, puesto que está a punto de entrar al reino de Dios por el cual ha luchado tanto.

## Recepción de la obra y adaptaciones
El libro es innovador en la forma de pensar y de actuar de la protagonista, Jane Eyre, y en su forma de ver el mundo. Es considerado por muchos como una de las primeras novelas feministas y en su época fue muy polémica, debido a esta actitud. Ha tenido varias adaptaciones al cine. Una de las más modernas data de 1996, en cuyo reparto podemos encontrar a la premiada Anna Paquin (interpretando a Jane Eyre de joven) o a Charlotte Gainsbourg, además de Geraldine Chaplin y William Hurt. Pero no es esta la adaptación más famosa de la novela al cine, ya que en 1943 Orson Welles y Joan Fontaine protagonizaron la adaptación más recordada en el cine clásico, caracterizando a Rochester y Eyre, respectivamente.
En 2007, la BBC realizó una premiada serie sobre la novela. En 2010 y 2011, fue llevada a teatro en Dublín por Michael Colgan, teniendo como protagonista a la cantante Andrea Corr.
En 2011, se estrenó una versión dirigida por Cary Fukunaga y protagonizada por Mia Wasikowska en el papel que da nombre a la obra, actriz que es recordada por su papel protagónico en Alicia en el país de las maravillas, de Tim Burton.

## Adaptaciones cinematográficas
Año - Cine/TV - Director - Actores principales
- 1918: Película (Versión muda) -  Edward José - Con Alice Brady y Elliott Dexter.
- 1921: Película (Versión muda) - Hugo Ballin - Protagonizada por la esposa del director, Mabel Ballin.
- 1934: Película - Christy Cabanne. Primera adaptación oficial. - Con Virginia Bruce y Colin Clive.
- 1943: Película - Robert Stevenson - La versión clásica más recordada, en la que trabajan Joan Fontaine y el propio Orson Welles.
- 1970: Película - Delbert Mann. Esta es, sin duda alguna, la adaptación más vista y conocida - Con Susannah York y George C. Scott.
- 1973: Miniserie de la BBC (5 episodios) - Joan Craft - Protagonizada por Sorcha Cusack y Michael Jayston.
- 1983: Miniserie de la BBC (10 episodios) - Julian Amyes - Con Zelah Clarke y Timothy Dalton.
- 1996: Película - Franco Zeffirelli - Trabajan Anna Paquin, Charlotte Gainsbourg y William Hurt.
- 1997: Película - Robert Young - Cuenta con Samantha Morton y con Ciaran Hinds.
- 2006: Miniserie de la BBC (4 episodios) - Dirigida por Susanna White - Protagonizada por Ruth Wilson y Toby Stephens.
- 2011: Película - Cary Fukunaga - Con Mia Wasikowska y Michael Fassbender.

### La novela en línea
- Texto español.
- Texto inglés en Wikisource.
- Texto inglés en Internet Archive. Ed. de 1847.
  - Jane Eyre. Facsímil electrónico.
- Una reproducción página por página de la versión de Penguin Classics version de Jane Eyre
- Una reproducción página por página de Oxford World Classics de Jane Eyre
- Jane Eyre en Project Gutenberg
- Jane Eyre, libro en línea, separado por páginas
- Audiolibro en inglés en LibriVox.

- Datos: Q182961
- Multimedia: Jane Eyre / Q182961
- Citas célebres: Jane Eyre